# Barrage d'Ürkmez
Le barrage d'Ürkmez est un barrage de Turquie.